# Grand Marnier

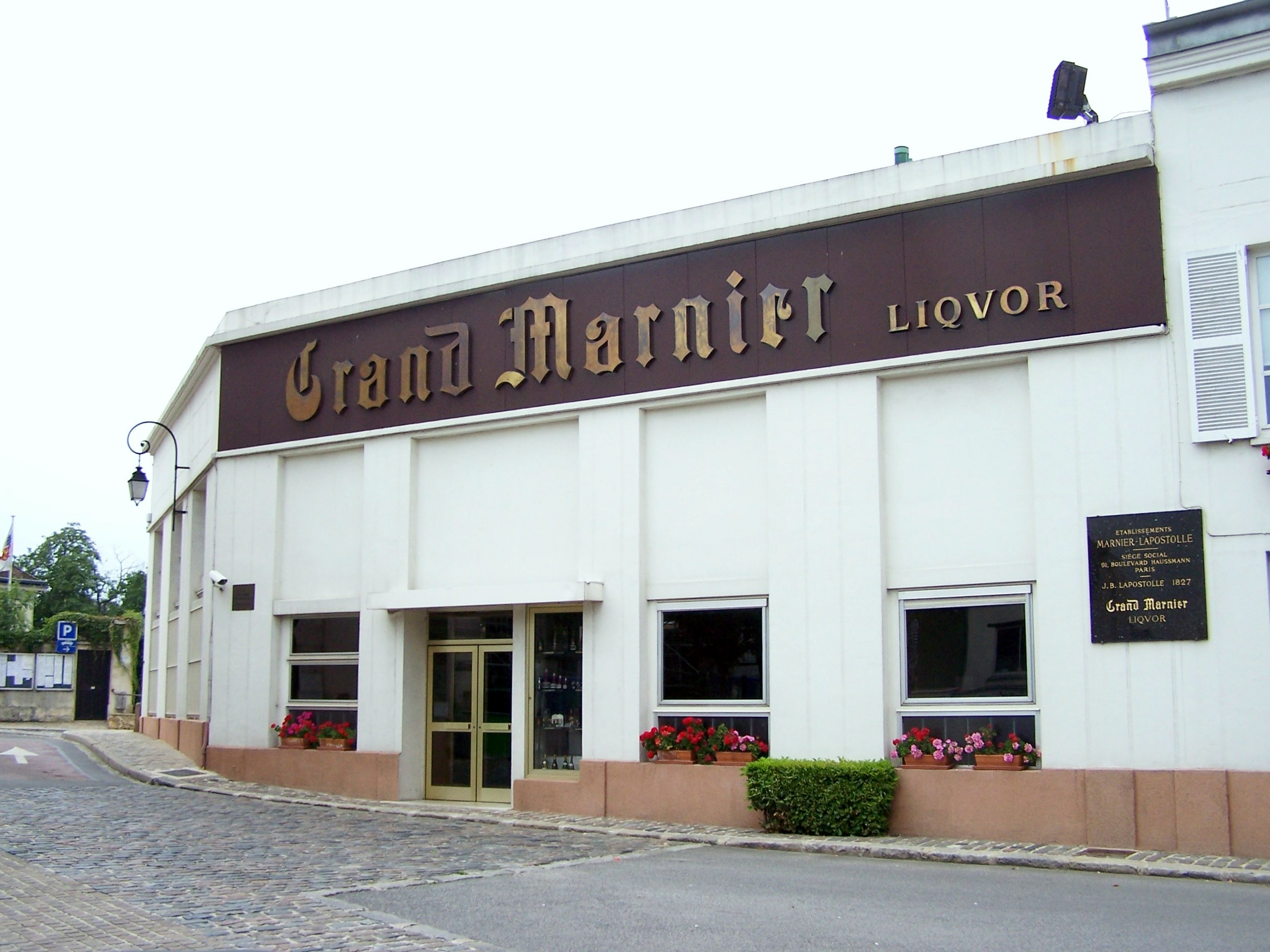
Företaget Grand Marnier i Neauphle-le-Château.

Grand Marnier (franskt uttal: [ɡʁɑ̃ maʁnje]) Cordon Rouge är en orangefärgad likör som skapades 1880 av Alexandre Marnier-Lapostolle, och namngavs av hotellägaren César Ritz. Ritz presenterade namnet "Grand Marnier" för Marnier-Lapostolle, som i sin tur hjälpte honom att köpa och etablera Hôtel Ritz Paris.
Grand Marnier är gjord av en blandning av cognac och destillerad essens av pomerans och socker. Alkoholhalten på Grand Marnier Cordon Rouge är 40%. Den kan användas vid flambering av exempelvis Crêpe Suzette.

## Olika sorter

### Cordon Rouge
Cordon Rouge eller "Red Ribbon" är en cognaclikör med apelsinsmak, som även är den ursprungliga varianten av likören, skapad 1880 av Alexandre Marnier-Lapostolle. Den konsumeras rent, men används även i drinkar och desserter.

#### Utmärkelser
- Guldmedalj - World Spirits Competition, San Francisco 2001
- 4-stjärnig rekommendation från F. Paul Pacult’s Kindred Spirits, the Spirit Journal Guide

#### Signature Series
- No. 1 - Natural Cherry - En blandning av Grand Marnier Cordon Rouge, vilda tropiska apelsiner och europeiska griottekörsbär. Apelsinerna kommer från Haiti och Dominikanska Republiken.
- No. 2 - Raspberry Peach - En blandning av Grand Marnier Cordon Rouge, hallon från europa och sällsynta röda persikor från Ardèche, i södra Frankrike.

### Cordon Jaune
Cordon Jaune eller "Yellow Ribbon" säljs endast i vissa europeiska länder och på några större internationella flygplatser. Cordon Jaune är en Triple sec likör, som liknar Curaçao, då den är gjord på neutral sprit i stället för Cognac. Den liknar inte Cordon Rouge eller andra apelsinlikörer som Cointreau eller Gabriel Boudier Curaçao Triple-sec.

### Cuvée du Centenaire
Cuvée du Centenaire ("Centennial Edition"), släpptes först i begränsat parti 1927 för att fira 100-årsdagen. Den är gjord med upp till 25 år gammal cognac och konsumeras rent.

#### Utmärkelser
- 5-stjärnig rekommendation från F. Paul Pacult’s Kindred Spirits, the Spirit Journal Guide
- Dubbel guldmedalj - San Francisco World Spirits Competition 2001
- Guldmedalj - San Francisco World Spirits Competition 2007

### Cuvée Spéciale Cent Cinquantenaire
Cuvée Spéciale Cent Cinquantenaire ("Special Sesquicentennial Edition") skapades 1977 för att uppmärksamma 150-årsdagen av varumärket och är för närvarande den dyraste sorten av Grand Marnier. Den är gjord med upp till 50 år gammal cognac i frostade glasflaskor med handmålade Art Nouveau- dekorationer. År 2005 marknadsfördes det med sloganen "Svårt att hitta, omöjligt att uttala, och orimligt dyrt."

#### Utmärkelser
- “Best of the Best” - Robb Report "Spirits"
- 5-stjärnig rekommendation från F. Paul Pacult’s Kindred Spirits, the Spirit Journal Guide
- Guldmedalj - Salon des Arts Ménagers 1983 – Bryssel
- “Bästa likör” - San Francisco World Spirits Competition 2001
- Dubbel guldmedalj - San Francisco World Spirits Competition 2007

### Cuvée Louis-Alexandre Marnier-Lapostolle
Cuvée Louis-Alexandre Marnier-Lapostolle görs av ett speciellt urval av cognac från de mest kända franska distrikten (Grande Champagne, Petite Champagne, Borderies, Fins Bois och Bons Bois). Cognacen är även lagrad i ekfat. Den är endast tillgänglig i taxfreebutiker i Kanada och Frankrike, samt spritbutiker i Québec och Nederländerna.